# Campeonato Centroamericano y del Caribe de Fútbol
El Campeonato Centroamericano y del Caribe de Fútbol fue una competición de selecciones de la extinta Confederación Centroamericana y del Caribe de Fútbol, CCCF. La selección de Costa Rica fue la gran protagonista de estos torneos ganando siete ediciones de las 10 disputadas.
La unión de la CCCF y la Confederación Norteamericana de Fútbol, NAFC, en 1961, dio el surgimiento de la Confederación de Fútbol de Norte, Centroamérica y el Caribe, Concacaf por lo que el Campeonato Centroamericano y del Caribe llegó a su fin ese mismo año dando paso dos años después al Campeonato de Naciones de la Concacaf, más tarde llamada Copa Oro de la Concacaf.

## Historia
El certamen regional vio la luz en 1938, en Ciudad de Panamá, con la fundación de la Confederación Centroamericana y del Caribe de Fútbol, pero el estallido de la Segunda Guerra Mundial, un año después, impidió que el primer campeonato se materializara de entrada.
La iniciativa, en principio, no tuvo gran aceptación en mayo de 1941, durante el torneo de apertura en la capital costarricense San José, pues solo se inscribieron cinco selecciones. El campeón fue el anfitrión Costa Rica y en el ámbito individual, el costarricense José Rafael "Fello" Meza y el curazaleño Hans Najar fueron los máximos anotadores, con ocho tantos, y el tico Hugo Zúñiga el arquero menos vencido, pues solo encajó cinco goles en cuatro juegos.
En el II Campeonato Centroamericano y del Caribe de Fútbol, celebrado en diciembre de 1943 en el Estadio Nacional de la Flor Blanca de San Salvador. El Salvador y Guatemala empataron el primer puesto con nueve puntos, y debían jugar un desempate para definir el cetro. Pero la delegación guatemalteca, decidió retirarse del certamen, temerosa de lo que sobrevendría si ganaba, por lo cual, el equipo salvadoreño fue el campeón por tener tener mejor diferencia de gol que los guatemaltecos.
El III Campeonato Centroamericano y del Caribe, celebrado nuevamente en San José, entre febrero y marzo de 1946, Guatemala quedó rezagada un punto en relación con Costa Rica, que se adueñó del título con ocho puntos, frente a siete de sus enemigos.
Para el IV Centroamericano y del Caribe de Fútbol, Costa Rica volvió a apoderarse de los laureles. Un increíble 5 a 4 a favor de los canaleros, en su duelo frente a Guatemala, produjo, en forma automática, la campeonización de Costa Rica con 11 puntos. Jaime Meza, al igual que lo hizo su hermano Fello en 1941, obtuvo esta vez el título de máximo anotador del campeonato, con 11 tantos; mientras que Manuel Cantillo fue declarado el arquero menos vencido, con ocho goles en cinco encuentros.
Al Centroamericano y del Caribe 1951 solo asistieron Nicaragua, Panamá y Costa Rica pues Guatemala, El Salvador y el resto de naciones del área declinaron participar, preocupadas por la noticia de un brote de poliomielitis en Panamá. En la segunda vuelta, Costa Rica perdió la opción de retener la copa ya que empató 1 a 1 con Panamá y venció 7 a 2 al cuadro pinolero, resultados que le depararon el título al cuadro anfitrión y el subcampeonato al conjunto tico. Gracias al título, el anfitrión se calificó al Campeonato Panamericano 1952.
Campeón invicto en seis juegos, fue el equipo más anotador, con 19 goles, y el menos batido, con dos. Esos atestados depararon a Costa Rica -en marzo de 1953- su cuarto título Centroamericano y del Caribe. Costa Rica logró así, con un fútbol emparentado con la calidad y el espectáculo, superar a todos los rivales y sumar la inalcanzable puntuación de 12 unidades.
El próximo torneo se realizó en el Estadio Nacional de Tegucigalpa, del 14 al 28 de agosto de 1955, y fue todo un acontecimiento, pues Guatemala se retiró luego de los incidentes en el partido contra Costa Rica; el comité organizador primero decidió otorgar 2 puntos a todos los equipos aún teniendo que jugar contra Guatemala (Cuba, Honduras y Aruba) pero siguiendo una protesta de Curazao y consulta de la FIFA, se decidió el 25 de agosto anular todos sus resultados. Al final el campeón fue Costa Rica, ganando 4 de las últimas 5 ediciones. Por ello, se calificó al Campeonato Panamericano 1956.
La Habana (Cuba), tomó parte del IX Campeonato Centroamericano y del Caribe entre febrero y marzo de 1960. Costa Rica recobró el cetro del circuito que había perdido en 1957, por inasistencia al torneo de Willemstad, Curazao, y que en esa oportunidad pasó a manos de Haití. Al terminar la contienda, Costa Rica y Antillas Neerlandesas sumaron seis puntos. Fue necesario, entonces, celebrar un atractivo juego de desempate. Los ticos exhibieron su hegemonía y un mejor balompié y, en consecuencia, apabullaron categóricamente 4 a 0, así el título quedó otra vez tierras costarricenses. Como galardón adicional a este triunfo, Costa Rica ubicó a uno de sus delanteros, Alberto Armijo, como el máximo anotador de la competencia, con cinco goles.
Nadie se salvó de la artillería de Costa Rica, durante el X Campeonato Centroamericano y del Caribe de Fútbol, verificado en San José, en marzo de 1961. De siete encuentros en la primera y segunda fases, cargó las porterías enemigas con 32 goles. La producción del cuadro tico, que le deparó el título del último Centroamericano y del Caribe realizado, la encabezó Juan Ulloa, autor de diez conquistas en el certamen.

## Historial
| Año          | Sede        | Campeón     | Resultado | Segundo lugar         | Tercer lugar | Cuarto lugar          |
| ------------ | ----------- | ----------- | --------- | --------------------- | ------------ | --------------------- |
| 1941 Detalle | Costa Rica  | Costa Rica  | Liga      | El Salvador           | Curazao      | Panamá                |
| 1943 Detalle | El Salvador | El Salvador | Liga      | Guatemala             | Costa Rica   | Nicaragua             |
| 1946 Detalle | Costa Rica  | Costa Rica  | Liga      | Guatemala             | El Salvador  | Honduras              |
| 1948 Detalle | Guatemala   | Costa Rica  | Liga      | Guatemala             | Panamá       | Antillas Neerlandesas |
| 1951 Detalle | Panamá      | Panamá      | Liga      | Costa Rica            | Nicaragua    |                       |
| 1953 Detalle | Costa Rica  | Costa Rica  | Liga      | Honduras              | Guatemala    | Antillas Neerlandesas |
| 1955 Detalle | Honduras    | Costa Rica  | Liga      | Curazao               | Honduras     | El Salvador           |
| 1957 Detalle | Curazao     | Haití       | Liga      | Curazao               | Honduras     | Panamá                |
| 1960 Detalle | Cuba        | Costa Rica  | 4:0       | Antillas Neerlandesas | Honduras     | Guayana Neerlandesa   |
| 1961 Detalle | Costa Rica  | Costa Rica  | Liga      | El Salvador           | Honduras     | Haití                 |

## Palmarés
En cursiva, se indica el torneo en que el equipo fue local.
| Selección             | Campeón                                      | Subcampeón           | Tercer puesto              | Cuarto puesto  |
| --------------------- | -------------------------------------------- | -------------------- | -------------------------- | -------------- |
| Costa Rica            | 7 (1941, 1946, 1948, 1953, 1955, 1960, 1961) | 1 (1951)             | 1 (1943)                   |                |
| El Salvador           | 1 (1943)                                     | 2 (1941, 1961)       | 1 (1946)                   | 1 (1955)       |
| Panamá                | 1 (1951)                                     |                      | 1 (1948)                   | 2 (1941, 1957) |
| Haití                 | 1 (1957)                                     |                      |                            | 1 (1961)       |
| Guatemala             |                                              | 3 (1943, 1946, 1948) | 1 (1953)                   |                |
| Curazao               |                                              | 2 (1955, 1957)       | 1 (1941)                   |                |
| Honduras              |                                              | 1 (1953)             | 4 (1955, 1957, 1960, 1961) | 1 (1946)       |
| Antillas Neerlandesas |                                              | 1 (1960)             |                            | 2 (1948, 1953) |
| Nicaragua             |                                              |                      | 1 (1951)                   | 1 (1943)       |
| Guayana Neerlandesa   |                                              |                      |                            | 1 (1960)       |

## Estadísticas

### Clasificación histórica
Costa Rica se situó como líder de la clasificación y con más participaciones con nueve.
| Posición | Equipo                | Ediciones | Pts. | PJ | PG | PE | PP | GF  | GC  | Dif. | Títulos |
| -------- | --------------------- | --------- | ---- | -- | -- | -- | -- | --- | --- | ---- | ------- |
| 1        | Costa Rica            | 9         | 84   | 51 | 40 | 4  | 7  | 189 | 56  | +133 | 7       |
| 2        | El Salvador           | 7         | 40   | 33 | 18 | 4  | 11 | 94  | 64  | +30  | 1       |
| 3        | Guatemala             | 5         | 40   | 35 | 16 | 8  | 11 | 82  | 61  | +21  | –       |
| 4        | Honduras              | 6         | 33   | 31 | 14 | 5  | 12 | 64  | 50  | +14  | –       |
| 5        | Antillas Neerlandesas | 2         | 29   | 28 | 11 | 7  | 10 | 56  | 48  | +8   | –       |
| 6        | Panamá                | 7         | 26   | 35 | 11 | 4  | 20 | 60  | 94  | -34  | 1       |
| 7        | Haití                 | 2         | 14   | 11 | 7  | 0  | 4  | 22  | 22  | 0    | 1       |
| 8        | Curazao               | 5         | 9    | 8  | 3  | 3  | 2  | 23  | 16  | +7   | –       |
| 9        | Aruba                 | 1         | 5    | 6  | 2  | 1  | 3  | 9   | 9   | 0    | –       |
| 10       | Cuba                  | 4         | 4    | 18 | 2  | 0  | 16 | 11  | 49  | -38  | –       |
| 11       | Nicaragua             | 6         | 4    | 28 | 2  | 0  | 26 | 28  | 157 | -129 | –       |
| 12       | Guayana Neerlandesa   | 1         | 3    | 4  | 1  | 1  | 2  | 4   | 5   | -1   | –       |

- En la tabla se tuvo en cuenta que, hasta 1994, las victorias otorgaban dos puntos. La Copa CCCF se jugó entre 1941 y 1961 y por ende está supeditada a ese régimen.

### Mayores goleadas
Durante las 10 ediciones de la Copa CCCF, se han anotado 642 goles. A nivel de torneos, la Copa CCCF 1961 es la que ha tenido mayor número de goles, con 90 anotaciones en sus 22 partidos disputados, mientras el menor número fue en 1951 con 30 goles. Considerando el número de partidos, el mayor número de goles por partido fue en la primera edición, con 7 tantos por encuentro; la cifra menor, en tanto, fue de 3,1 goles por partido en 1957. 
El partido con más goles anotados fue el disputado entre El Salvador y Nicaragua en la última edición, el cual finalizó con una victoria salvadoreña por 10:2. La única final fue la disputada en 1960 por Costa Rica y Antillas Neerlandesas, que terminó con la victoria de los ticos por 4:0, cabe recalcar que no se trató de una gran final, sino de un partido de desempate ya que empataron en puntos.
A continuación se listan las mayores goleadas en la Copa CCCF con diferencia de 7 o más goles: 
| Selección             | Resultado | Selección | Edición          |
| --------------------- | --------- | --------- | ---------------- |
| Honduras              | 10:0      | Nicaragua | Costa Rica 1946  |
| El Salvador           | 10:1      | Nicaragua | El Salvador 1943 |
| El Salvador           | 10:2      | Nicaragua | Costa Rica 1961  |
| Curazao               | 9:1       | Nicaragua | Costa Rica 1941  |
| El Salvador           | 8:0       | Nicaragua | Costa Rica 1941  |
| Antillas Neerlandesas | 8:0       | Nicaragua | Costa Rica 1953  |
| Costa Rica            | 8:0       | Haití     | Costa Rica 1961  |
| El Salvador           | 8:1       | Nicaragua | El Salvador 1943 |
| Costa Rica            | 8:1       | Nicaragua | Panamá 1951      |
| Costa Rica            | 7:0       | Panamá    | Costa Rica 1941  |
| Costa Rica            | 7:0       | Nicaragua | El Salvador 1943 |
| Costa Rica            | 7:0       | Panamá    | Costa Rica 1946  |
| Guatemala             | 7:0       | Nicaragua | Costa Rica 1946  |
| Costa Rica            | 7:0       | Panamá    | Guatemala 1948   |

### Entrenadores campeones
| Edición | Entrenador            |
| ------- | --------------------- |
| 1941    | Alejandro Morera Soto |
| 1943    | Américo González      |
| 1946    | Hernán Bolaños        |
| 1948    | Hernán Bolaños        |
| 1951    | Óscar Rendoll         |
| 1953    | Otto Bumbel           |
| 1955    | Alfredo Piedra        |
| 1957    | Dan Georgiadis        |
| 1960    | Rubén Amorín          |
| 1961    | Eduardo Toba          |